# Новороссийский район (Новороссийск)
Новоросси́йский райо́н — существовавший по состоянию на 2009 год внутригородской район города Новороссийска (муниципального образования город Новороссийск) в Краснодарском крае.
В рамках административно-территориального устройства Краснодарского края, территория района и его населённые пункты относятся к Приморскому району и сельским округам, прямо подчинённым городу Новороссийску.

## География
Новороссийский район являлся самым большим в муниципальном образовании город Новороссийск, его территория расположена в западной и северо-западной части муниципального образования вокруг городской черты города Новороссийск.
Администрация района находилась на территории Приморского района в микрорайоне Цемдолина.

## История
Район образован в 2005 году.

## Состав внутригородского района
В состав района по состоянию на 2009 год входили 7 сельских округов, объединявших 22 населённых пункта (население, 2010):
- сельский округ Абрау-Дюрсо — 5498 чел.;
- Верхнебаканский сельский округ — 7172 чел.;
- Гайдукский сельский округ — 7484 чел.;
- Мысхакский сельский округ — 8230 чел.;
- Натухаевский сельский округ — 8942 чел.;
- Раевский сельский округ — 10 276 чел.
- Глебовский сельский округ.

### Населённые пункты
| №  | Населённый пункт        | Тип     | Население | Сельский округ                 |
| -- | ----------------------- | ------- | --------- | ------------------------------ |
| 1  | Абрау-Дюрсо             | посёлок | ↗3752     | сельский округ Абрау-Дюрсо     |
| 2  | Большие Хутора          | село    | ↗1267     | сельский округ Абрау-Дюрсо     |
| 3  | Васильевка              | село    | ↗437      | Глебовский сельский округ      |
| 4  | Верхнебаканский         | посёлок | ↗7207     | Верхнебаканский сельский округ |
| 5  | Владимировка            | село    | ↗1485     | Гайдукский сельский округ      |
| 6  | Гайдук                  | село    | ↗10 450   | Гайдукский сельский округ      |
| 7  | Глебовское              | село    | ↗1027     | Глебовский сельский округ      |
| 8  | Горный                  | хутор   | ↘399      | Верхнебаканский сельский округ |
| 9  | Дюрсо                   | хутор   | ↘98       | сельский округ Абрау-Дюрсо     |
| 10 | Камчатка                | хутор   | ↘58       | сельский округ Абрау-Дюрсо     |
| 11 | Ленинский Путь          | хутор   | ↗431      | Натухаевский сельский округ    |
| 12 | Лесничество Абрау-Дюрсо | посёлок | ↗136      | сельский округ Абрау-Дюрсо     |
| 13 | Мысхако                 | село    | ↗8876     | Мысхакский сельский округ      |
| 14 | Натухаевская            | станица | ↗12 442   | Натухаевский сельский округ    |
| 15 | Победа                  | хутор   | ↘256      | Натухаевский сельский округ    |
| 16 | Раевская                | станица | ↗15 902   | Раевский сельский округ        |
| 17 | Северная Озереевка      | село    | ↘420      | Глебовский сельский округ      |
| 18 | Семигорский             | хутор   | ↗3304     | Натухаевский сельский округ    |
| 19 | Убых                    | хутор   | ↗128      | Раевский сельский округ        |
| 20 | Федотовка               | село    | ↘171      | Мысхакский сельский округ      |
| 21 | Широкая балка           | село    | ↘105      | Мысхакский сельский округ      |
| 22 | Южная Озереевка         | село    | ↗1100     | Глебовский сельский округ      |